# 安皮爾 (阿肯色州)
安皮爾（英語：Umpire）是位於美國阿肯色州霍華德縣的一個非建制地區。該地的面積和人口皆未知。

## 地理
安皮爾的座標為34°16′44″N 94°03′03″W / 34.27889°N 94.05083°W，而該地的平均海拔高度為260米（即850英尺）。